# Viral fest
En Viral fest, er en fest der afholdes, uden at gæster indbydes personligt. I stedet inviteres gæster fra mund til mund, gennem sms, eller via sociale medier.
Ved virale arrangementer, som for eksempel en viral fest, kan der pludseligt opstå kæmpe arrangementer med flere tusinde gæster.
| Internet | Spire Denne internet-relaterede artikel er en spire som bør udbygges. Du er velkommen til at hjælpe Wikipedia ved at udvide den. |